# Denov
Denov o Denau (russo Денов o Денау) è il capoluogo del distretto di Denov nella regione di Surxondaryo. Si trova non lontano dal confine con il Tagikistan. Aveva nel 1991 una popolazione stimata di 49.300 e il calcolo per il 2010 è di 97.196 abitanti. Nella zona ci sono vaste coltivazioni di cotone.

## Monumenti e luoghi d'interesse
- Al centro della città si erge la madrasa Sayid Atalik del XVI secolo e le mura di una grande fortezza, ora in rovina.
- In direzione sud, a circa 20 km, si trova il sito archeologico di Dalverzine tepe, dove sono stati rinvenuti i resti di un insediamento risalente al regno greco-battriano, in quella che era parte della regione Bactria, un tempio buddista e una grande quantità di oro e gioielli[2].

## Galleria d'immagini

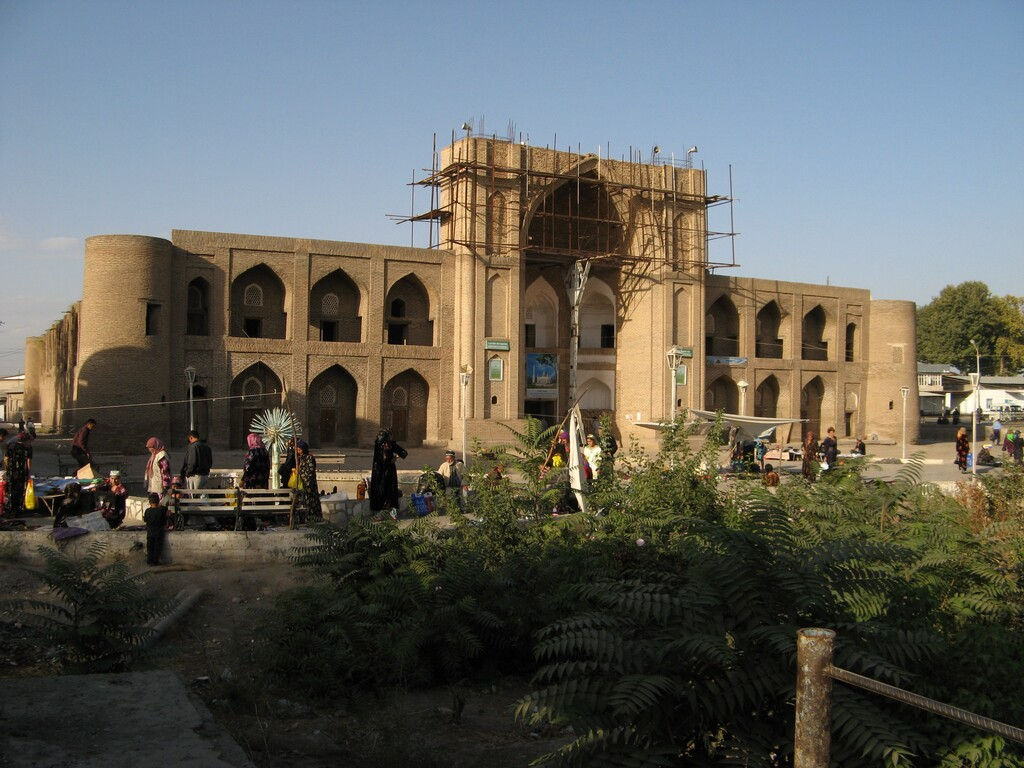
Madrasa Sayid Atalik
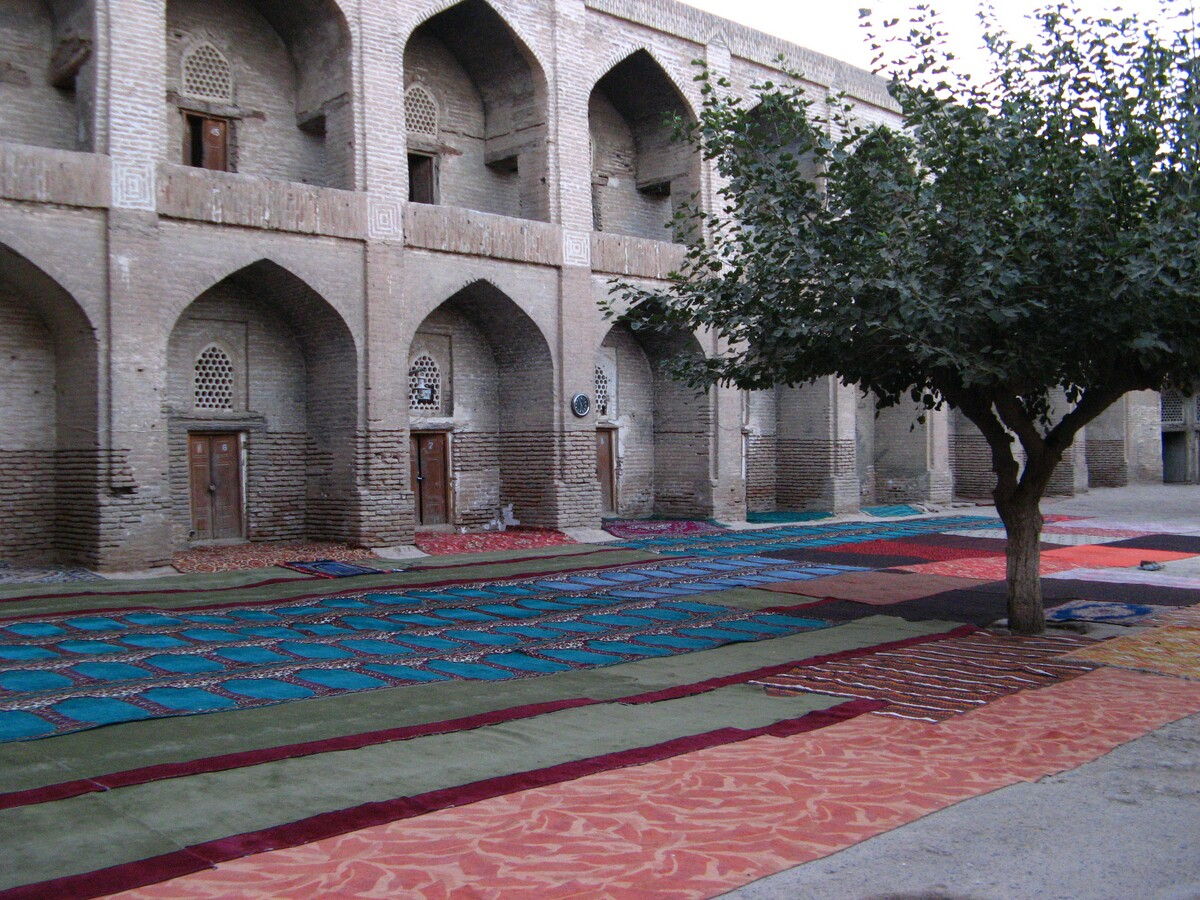
Cortile interno della madrasa Sayid Atalik
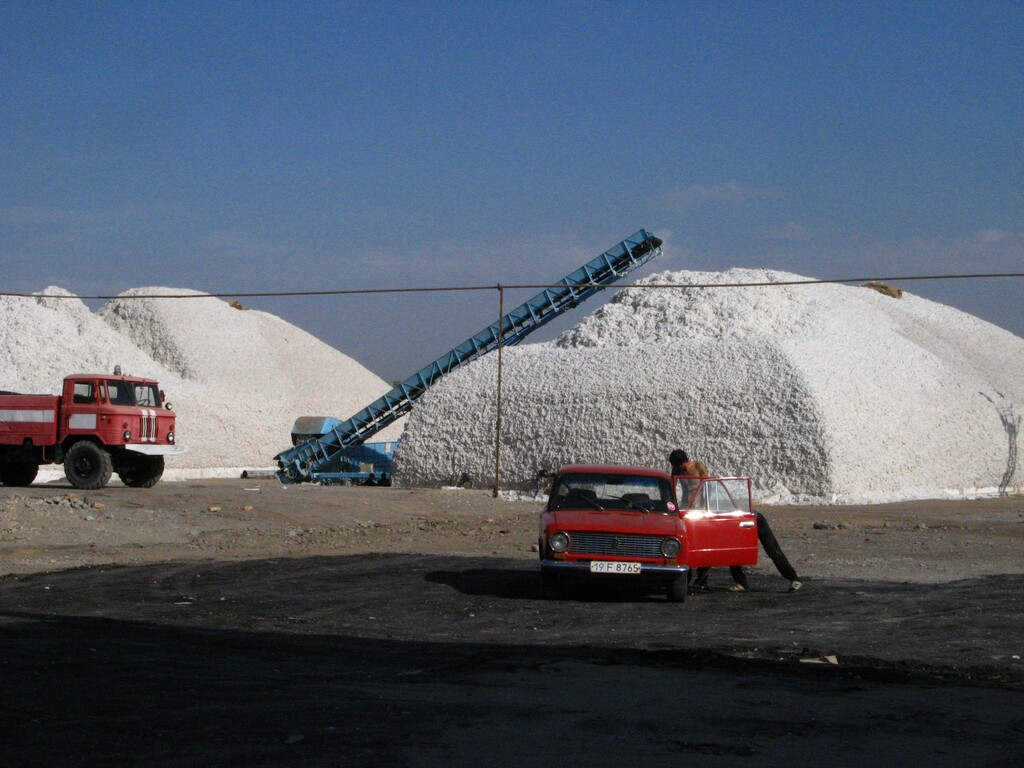
Un centro di raccolta del cotone presso Denau
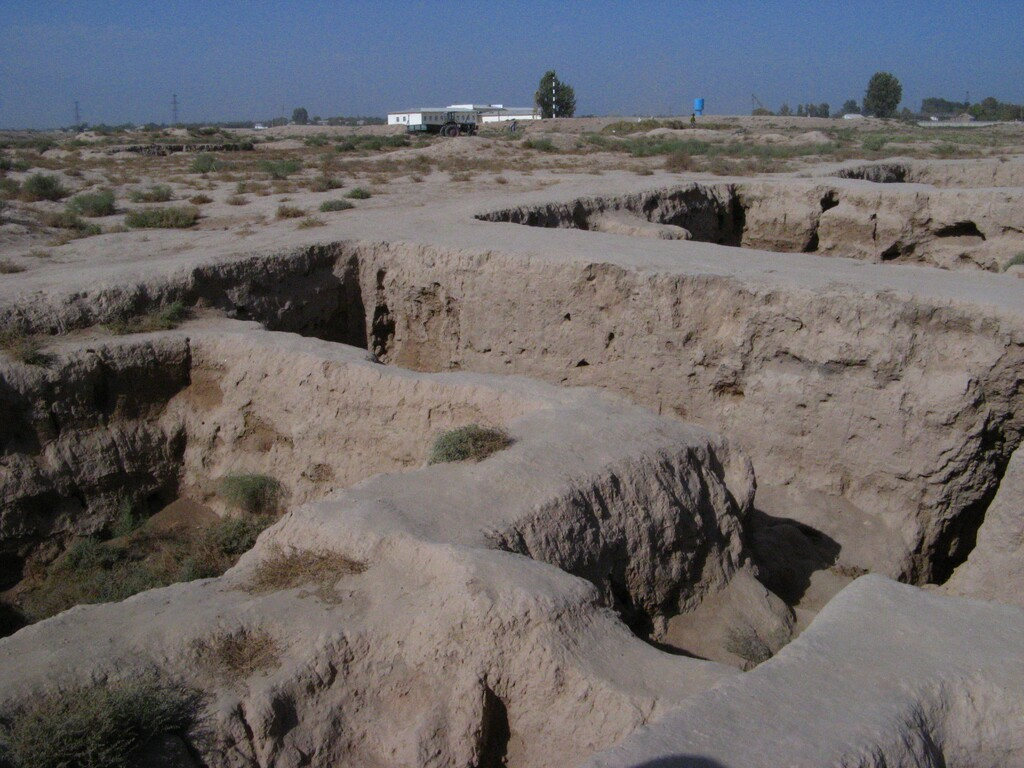
Il sito archeologico di Dalverzine Tepe
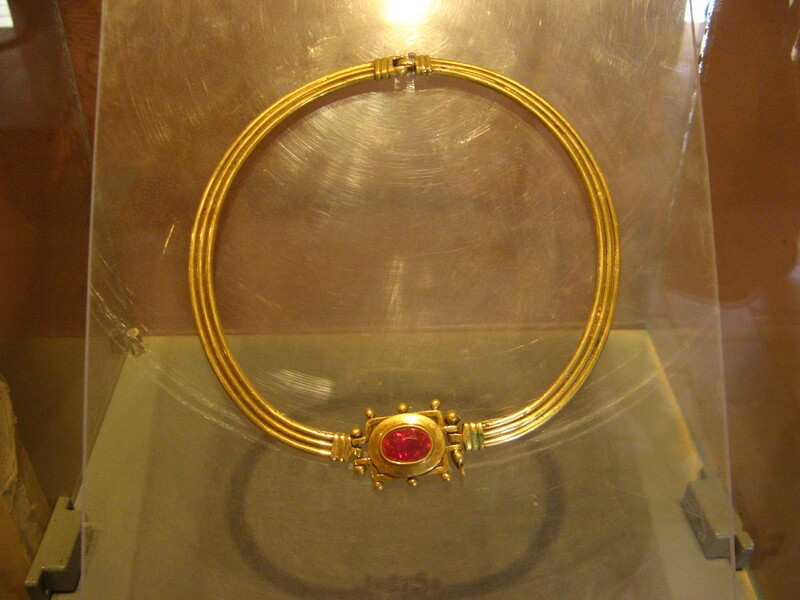
Collana d'oro con corniola rinvenuta a Dalverzine Tepe (esposta al museo di Fayaz Tepe a Termiz)